# اجتثاث الحوض
اجتثاث الحوض هي عملية جراحية جذرية يتم فيها استئصال أعضاء تجويف الحوض كالمثانة والإحليل والمستقيم والشرج، وفي الذكر تُزال البروستاتا أيضاً، وفي الأنثى يتم إزالة الرحم وعنق الرحم وقناة فالوب والمبايض، وربما الفرج.
ويتم عمل مفاغرة للقولون وتحويل مجرى البول.

## الدواعي
يتم عمله في حالات السرطان المتقدم أو الراجع، والتي تكون فيها الجراحات غير الجذرية غير ممكنة أو غير كافية لإزالة الورم كاملاً. تُجرى في حالات سرطان الجهاز البولي التناسلي وسرطان القولون والمستقيم.

## الأنواع
ينقسم اجتثاث الحوض إلى أنواع بحسب تمت إزالة المثانة أم القولون أم كليهما:

### الاجتثاث الأمامي
يتم استئصال المثانة لا المستقيم، إذا لم يكن المستقيم مصاباً.

### الاجتثاث الخلفي
يتم استئصال المستقيم لا المثانة، إذا لم تكن المثانة مصابة.

### الاجتثاث الكلي
يتم استئصال المثانة والمستقيم.

## المضاعفات
قد يعاني المريض بعد الجراحة من فتق عجاني، غالباً بلا أعراض. ويحتاج 3-10% إلى جراحة أخرى لإصلاحه.

## التوقعات
يعتمد معدل البقاء على قيد الحياة بعد جراحة اجتثاث الحوض على عدة عوامل؛ كالسن وانتشار الورم وحالة العقد اللمفية وحجم الحواف المُزالة مع الورم ورجوع الورم والحاجة لمعالجة مساعدة قبل الجراحة.
والمنشورات الحديثة تؤكد أن عملية اجتثاث الحوض تتيح معدلات بقاء عالية للمصابين بسرطان القولون الأولي؛ فمعدل البقاء على قيد الحياة لمدة 5 سنوات 59.3%.

## التاريخ
تم وصف الإجراء لأول مرة بواسطة أليكساندر برونشويج في 1948.